# Bibliotheca Hertziana
La Bibliotheca Hertziana - Instituto Max Planck de Historia del Arte es un instituto de investigación alemán ubicado en Roma, Italia. Fue fundado en 1912 como Instituto Káiser Guillermo gracias a una donación de Henriette Hertz . De los 84 institutos de la Sociedad Max Planck (Max-Planck-Gesellschaft), es uno de los cuatro que no se encuentra en Alemania.
Desde 1990 la Bibliotheca Hertzianana otorga cada dos años el premio Hanno-and-Ilse-Hahn por méritos sobresalientes en el campo del arte y de la historia de la arquitectura de Italia. El premio recibe su nombre del único hijo y nuera del último presidente de la Max-Planck-Gesellschaft Otto Hahn, quienes fallecieron en un accidente en Francia en 1960. 